# Slag bij Nicopolis

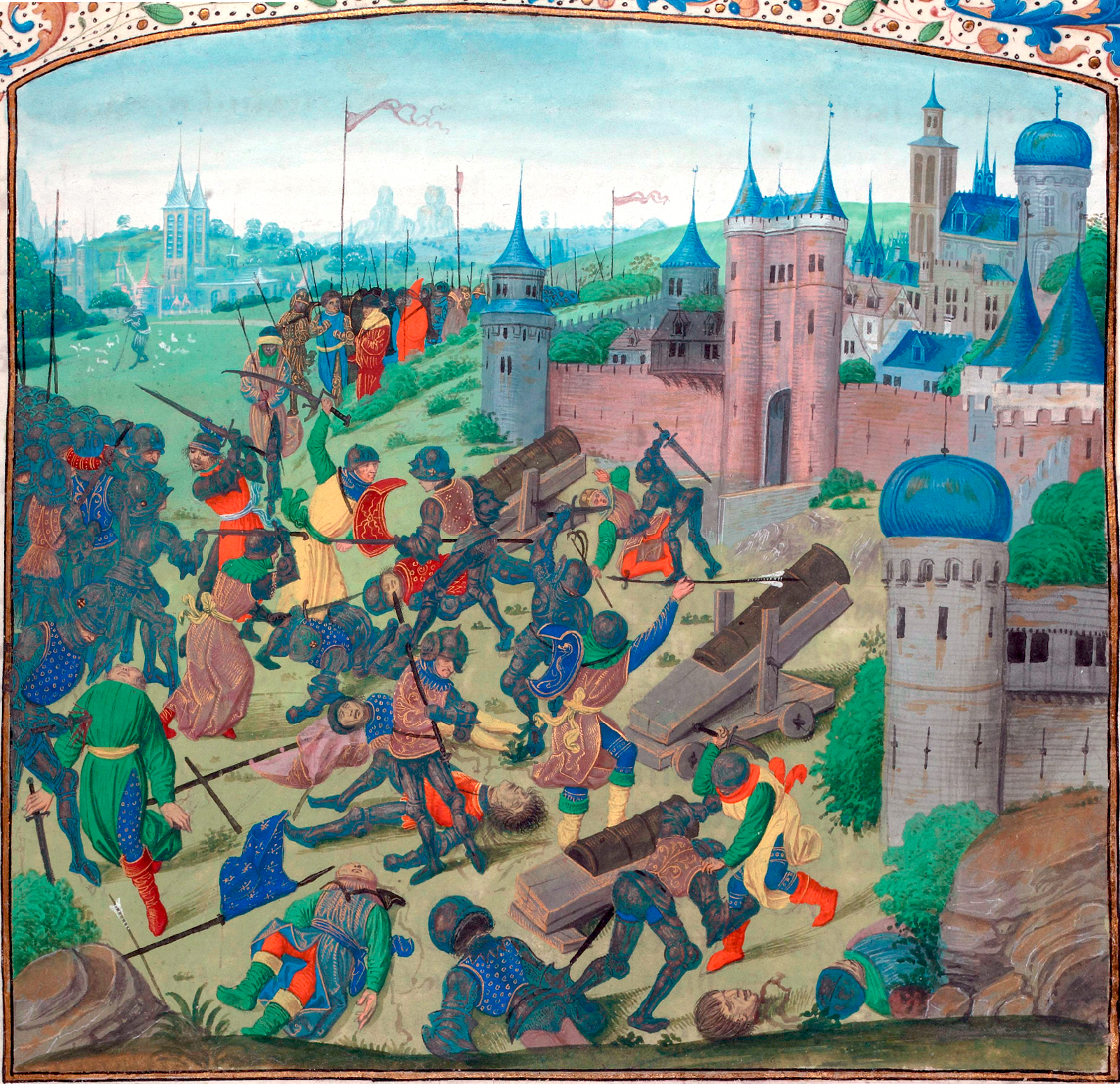
De Slag bij Nicopolis in 1396, door een 15e-eeuwse Vlaamse schilder

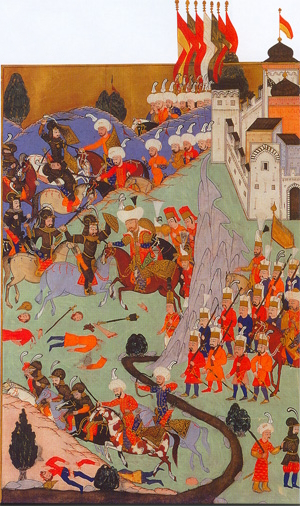
Het Osmaanse leger onder leiding van sultan Bayezid I verslaat de kruisvaarders in de Slag bij Nicopolis. Osmaanse miniatuur uit Hünername

De Slag bij Nicopolis (25 september 1396) markeerde het einde van een korte kruistocht tegen het Osmaanse rijk in 1396 en eindigde met een verpletterende nederlaag van de verbonden kruisvaarders. De veldslag vond plaats bij Nicopolis, het huidige Nikopol in Bulgarije.

## Voorafgaand
Door verdeeldheid in het Byzantijnse Rijk (vanwege aanspraken op de troon door Johannes Cantacuzenus, voormalig eerste minister met de titel 'Grote Huisdienaar', die zichzelf als medekeizer had uitgeroepen na de dood van keizer Andronikos III Palaiologos) ontstond er een successieoorlog (1341–1347), waarin de diensten van geharde en gedisciplineerde Ottomaanse troepen uit Klein-Azië werden ingeroepen. Sultan Orhan stak in 1345 op uitnodiging van Cantacuzenus de Hellespont over. Zijn opvolger, de Osmaanse sultan Murat I, wist daardoor in 1353 een bruggenhoofd (de havenstad Gallipoli) aan de Europese kant van de Dardanellen te veroveren en door blijvende verdeeldheid binnen Byzantium wisten ze dit bruggenhoofd te verstevigen en uit te breiden naar Byzantijnse en Bulgaarse gebieden. In 1365 maakte Murat Adrianopel (Edirne) tot zijn nieuwe hoofdstad, 200 kilometer Europa in.
In 1371 werden de verbonden Serven en Bulgaren aan de rivier de Maritsa in Bulgarije verslagen. Byzantium en Bulgarije werden vazalstaten van het Osmaanse Rijk.
In 1389 werden de geallieerde Balkanstaten onder leiding van de Servische koning Lazar Hrebeljanović beslissend verslagen in de Slag op het Merelveld. Lazar werd gedood en zijn zoon werd gedwongen vazal te worden van de sultan Murad I die overigens op het einde van deze veldslag gedood werd bij een aanslag. Op het slagveld werd Murad opgevolgd door zijn zoon Bayezid I. Deze laatste kreeg het grootste deel van de Balkan in zijn macht, maakte Bulgarije tot een Turkse provincie en bedreigde Hongarije. In 1393 veroverde hij na Tarnovo ook Nicopolis, de sterkste Bulgaarse vesting aan de Donau. Deze lag boven op een heuvel en beheerste een toentertijd belangrijke doorwaadbare plaats in de Donau, inclusief de Donau zelf en de verbindingen met het achterland.
Nicopolis was een strategisch belangrijke stad in de vorm van een dubbel ommuurde vestingstad. Na inneming ervan werden de smeekbeden van Sigismund (koning van Hongarije en later keizer van het Heilige Roomse Rijk) om hulp aan het westen steeds dringender. Zijn land was het laatste op de Balkan dat nog weerstand bood aan de Turken, en in de Hongaarse herinnering waren de verwoestingen van de Mongolen in de 13e eeuw nog levendig. Aangezien de Fransen en de Engelsen permanent in staat van oorlog met elkaar verkeerden en het tweede schisma binnen de Rooms-Katholieke Kerk speelde (met twee concurrerende pausen in Rome en in Avignon), kreeg hij aanvankelijk weinig gehoor.

## Voorbereidingen
Om de Osmaanse expansie weerstand te kunnen bieden sloten Hongarije en Venetië een verbond in 1394, en de Byzantijnse keizer pleitte voor een kruistocht tegen de Osmanen in verschillende Europese hoofdsteden. De Byzantijnse vragen vond uiteindelijk gehoor in West-Europa, vooral bij de Valois hertogen van Bourgondië die zich sterk engageerden in een kruistochtproject. Na het huwelijk tussen de Engelse koning Richard II en de dochter van de Franse koning Karel waarbij een wapenstilstand van 27 jaar werd afgekondigd tussen beide landen, was de tijd rijp voor een kruistocht tegen de Turken. De Franse hertogen bleven liever in de buurt van de Kroon. Maar de hertog van Bourgondië, Filips de Stoute, stelde zijn zoon graaf Jan van Nevers als opperbevelhebber aan (later bekend als Jan zonder Vrees), om via deze kruistocht zijn politieke positie te versterken. Indien de heilige oorlog succesvol zou worden, bestond de kans dat hij van de paus een koningstitel kon verkrijgen. De Bourgondiër werd nog bijgestaan door Engelram VII van Coucy, de graaf van Eu (connétable van Frankrijk), admiraal Jean de Vienne, maarschalk Boucicaut, Jacques II de Bourbon (graaf van La Marche) en Hendrik van Marle. Er werd beweerd dat zo'n 2000 ridders en schildknapen zich aanmeldden voor het leger dat verder nog uit 6000 boogschutters en voetknechten bestond. Naast het Bourgondische contingent, bestond het kruisvaardersleger uit troepen uit Vlaanderen, Duitsland, Engeland, Italië, Spanje, Schotland, Hongarije, Polen, Rhodos, Lombardije en Walachije.
De voorbereidingen stonden niet in het licht van bewapening en training maar van luxe en praal. Tot de buitenlandse bondgenoten hoorden de hospitaalridders van Rhodos, de Venetianen die voor een vloot zorgden, Duitse vorsten uit het Rijnland, Beieren en Saksen en andere delen van het keizerrijk. Het pauselijk schisma werd tijdelijk genegeerd. De deelnemers werden hoofdzakelijk gedreven door ijdelheid: het vertrek en de tocht werden een luisterrijk schouwspel, voorafgegaan door muzikanten en herauten in purper, de ridders in kostbare kledij en overal onderweg langs de Donau werden ontvangsten met grote feesten en maaltijden (bacchanalen) gehouden. De tocht ging via Straatsburg door Beieren naar de Boven-Donau en vandaar over de rivier naar Boeda, waar de Hongaarse koning Sigismund van Luxemburg op hen wachtte.
Aangekomen in Hongarije bleken de Fransen niet bereid zich onder één commando te scharen. Ze hadden tijdens hun tocht door Duitsland al laten blijken dat roven en plunderen hun normaal gedrag was. Men ging stroomafwaarts langs de Donau waarbij de Hongaren de achterhoede vormden. Naarmate men verder trok, verminderde de discipline van de Franse troepen. Kostbare diners werden aangericht en dure wijnen genuttigd; de ridders en schildknapen hadden het druk met de meegevoerde prostituees en dit voorbeeld bracht de manschappen ertoe de vrouwen in het gebied waar ze doortrokken, te verkrachten. De bondgenoten ergerden zich vreselijk en in toenemende mate aan het Franse gedrag en dit veroorzaakte voortdurende ruzies. De plunderingen en mishandelingen van de inwoners namen toe in oosters-orthodox gebied waardoor de bevolking in toenemende mate tegen de kruisvaarders ingenomen werd.
In Vidin behaalden de kruisvaarders hun eerste overwinning; de inheemse vorst (vazal van de sultan) gaf zich zonder verzet over. Het Turkse garnizoen werd afgeslacht. Het volgende doel, Rachova (Orjachovo), werd verrast door snel oprukken van 500 krijgslieden die daarop de brug bezetten voordat deze opgehaald kon worden. Na aangevoerde versterkingen door Sigismund wist men de stad te veroveren doordat de Bulgaarse inwoners zorgden voor een snelle overgave. Als dank werd de gehele stad uitgemoord, geplunderd en in brand gestoken. Onderweg naar Nicopolis, het volgende doel, werd een aantal kleinere forten en nederzettingen bestormd en ingenomen. Verkenners wisten echter sultan Bayezid en zijn troepen niet te lokaliseren.

## Nicopolis
Sultan Bayezid I had het Beleg van Constantinopel (1394-1402) geslagen toen hij berichten kreeg over het langs de Donau oprukkende leger kruisvaarders. Daarop verliet hij het beleg van Constantinopel en haastte zich met tienduizend ruiters naar Nicopolis. Drie weken na de val van Rachova kwam hij bij Nicopolis (Nikopol) aan met zijn ruiters.

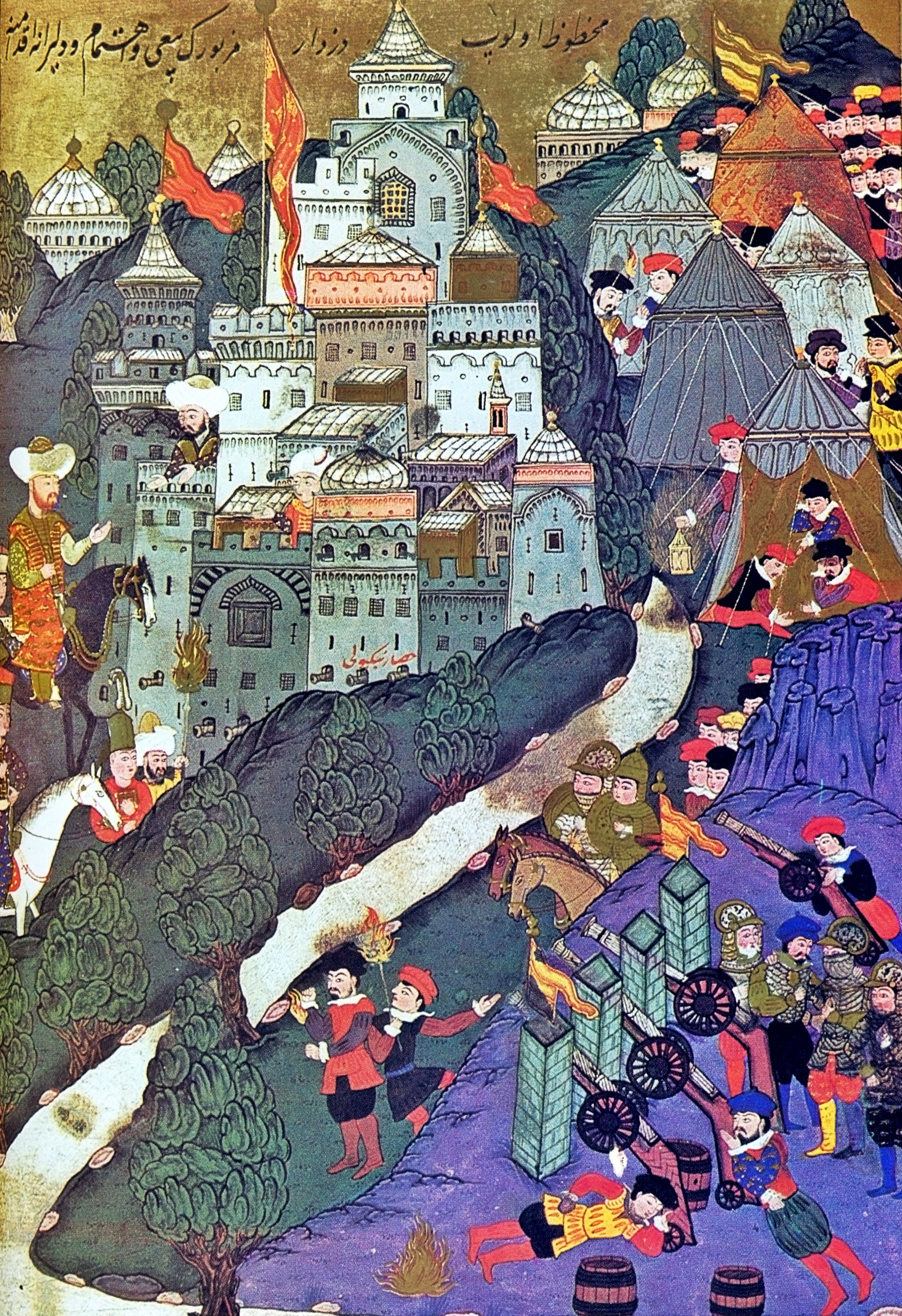
Miniatuur Slag bij Nicopolis. Bayezid I komt aan het kasteel van Nicopolis, belegerd door de kruisvaarders.

Op 12 september kregen de kruisvaarders Nicopolis in het oog, gelegen op een hoge kalkstenen rots. De Turkse gouverneur van Nicopolis, Dogan Bey, was ervan overtuigd dat de sultan een zo belangrijk bolwerk zou komen ontzetten en was zodoende bereid de stad tot het einde te verdedigen en had reeds uitgebreide maatregelen genomen om een beleg te doorstaan. De Fransen hadden geen belegeringswerktuigen als katapulten, belegeringstorens en stormrammen meegenomen maar hadden het geld in plaats daarvan geïnvesteerd in zijde, fluweel, goudborduursel, goudbrokaat, wijn, kostelijk voedsel en andere zaken benodigd voor het geven van feesten. De keuzes waren bepaald door culturele criteria en niet op militaire.
De kruisvaarders zagen zodoende geen kans om de stad binnen te dringen dus diende deze door (langdurige) belegering op de knieën gebracht te worden. Men was echter te zorgeloos en te druk met feestvieren om schildwachten uit te zetten zodat deze belegering weinig effectief geweest moet zijn. De foerageurs die steeds verder van het kampement moesten, vertelden dat er toenemende geruchten gingen over de nadering van een groot Turks leger. Een 500-tal Hongaarse ruiters, door Sigismund uitgezonden in de richting van Tarnovo (120 km zuidelijk), wisten te berichten dat de 'Grote Turk' in aantocht was.

## Slag bij Nicopolis

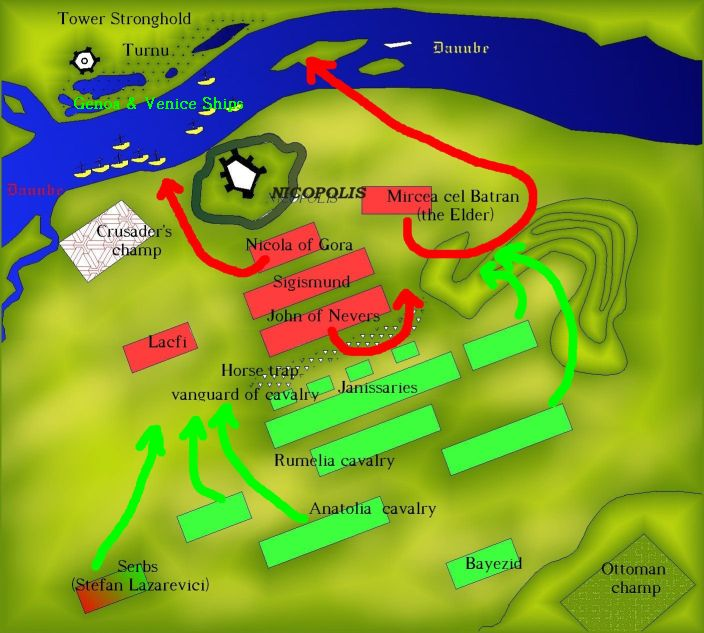
Kaart van het slagveld.

Engelram VII van Coucy, samen met Regnaut de Roye en Jean de Sempé, kamerheer van Bourgondië, reden met 200 ruiters, 500 lansiers en 500 boogschutters de vijand tegemoet en lieten de Turkse voorhoede in de val lopen door een schijnbare aftocht voor te wenden en overwonnen. 
De Hongaarse koning Sigismund belegde een krijgsraad en kwam met een krijgsplan. De Fransen voelden zich gepasseerd en wilden er direct op los, aldus geschiedde. Zonder enige coördinatie met de bondgenoten wilde de Franse ridderschap de eerste klap toedienen: bang voor eerverlies, dat niet zij maar anderen de meeste eer van de overwinning zouden krijgen. Koning Sigismund had de gebeurtenissen niet meer in de hand. Hij bleef met de bondgenoten in een tweede linie staan.
Volgens de Osmaanse kroniekschrijver Asik Pashazade verdeelden de kruisvaarders hun krachten in twee en probeerden het Osmaanse leger te omsingelen. Maar volgens de aloude steppetactiek waren de Osmaanse troepen ook verdeeld in twee groepen en een deel was opgesteld in een hinderlaag samen met Bayezid. De Osmaanse voorhoede viel aan via opeenvolgende charges en pijlenregens. De bedoeling was om de strijdformatie van de vijand te ontregelen om uiteindelijk de verwarde en ongeorganiseerde vijand te omcirkelen en te vernietigen. De eerste charges werden gemakkelijk afgeweerd door de vijand. Dan veinsde de voorhoede dat zij zich terugtrok en bracht de achtervolgende kruisvaarders naar de hinderlaag toe. In de waan dat ze de strijd hadden gewonnen, braken de kruisvaarders hun formatie en stortten zich op de werkelijke Osmaanse linie, die scherp gepunte stokken in de grond had gestoken op de hoogte van de paardenbuik en die de Fransen met dodelijke salvo's pijlen bestookte. 
De ridders vochten te voet met zwaard en strijdbijl en braken door de Turkse infanterielinie heen waarna deze zich terugtrok en opstelde achter hun cavalerie. De jongere ridders dachten dat de slag al gewonnen was en wilden doorstormen, Coucy en Vienne wilden een korte pauze om te hergroeperen en de slagorde herstellen en tevens om de Hongaren gelegenheid geven zich aan te sluiten. De jongeren, onder meer de graaf van Eu en de graaf van Nevers, stormden voorwaarts; er ontstond echter verwarring en groepen paarden die vastgehouden werden door schildknapen, wisten te ontsnappen en veroorzaakten grote verwarring bij de kruisvaarders waarop delen van de bondgenoten dachten dat de slag verloren was toen ze het groot aantal aanstormende onbereden paarden zagen terugkeren. De Turken zetten een tangbeweging in; Sigismund, de grootmeester van Rhodos en de Duitsers verzamelden hun troepen om aan deze tangbeweging te ontkomen. De troepen van Sigismund werden onder de voet gelopen, hijzelf werd gewond door vrienden van het slagveld weggesleept en wist op een vissersboot onder een regen van pijlen te ontkomen naar de geallieerde vloot.
De Franse kruisvaarders, waarvan meer dan de helft zonder paard verder moest, worstelden zich in hun zware harnas naar een plateau waar zij dachten alleen nog restanten van het Turkse leger aan te treffen. Echter, daar stond een vers reservekorps sipahi's dat de Fransen insloot. De Fransen vochten met vermetelheid maar zonder hun tot dat moment aanwezige overmoed tegen een overmacht. Het Turkse leger spaarde de hoge edellieden tijdens de gevechten om later losgeld te kunnen innen, deze gaven zich over en daarna de rest van de Fransen. Duizenden mannen werden gevangengenomen en een kostbare buit aan vaandels, kostbare stoffen, levensmiddelen en uitrusting viel de Turken in handen. De overwinning was volledig. Sinds de Slag bij Roncevaux had het christendom zo een grote slag niet toegediend gekregen.

## Na de Slag bij Nicopolis

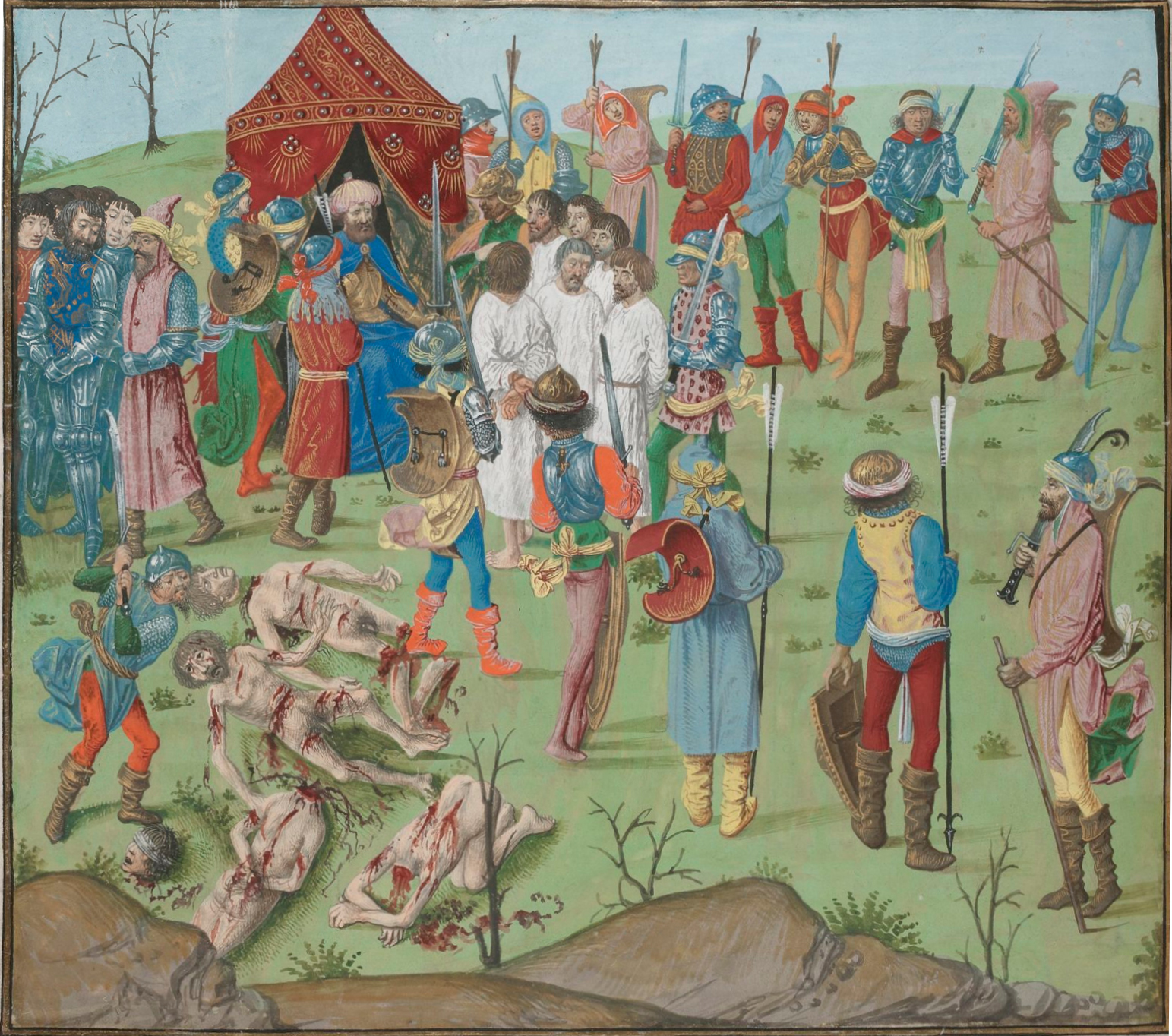
De terechtstelling van krijgsgevangenen

Voorafgaand aan de slag hadden de kruisvaarders al hun gevangenen afgeslacht, onder andere de lokale bevolking van Rachova. Sultan Bayezid deed na de slag zijn ronde te paard en ontdekte de massamoord op de gewone mensen, waarop hij woedend werd en wraak zwoer. De zogenoemde wraakactie is enkel beschreven in de Bourgondische kronieken, die de cijfers en de daden hebben overdreven om hun lezers te imponeren. Volgens de Bourgondische kroniekschrijvers herkende Bayezid de Picardische ridder Jacques de Helly omdat die in dienst geweest was bij sultan Murad I en droeg hem op om de vooraanstaande edelen aan te wijzen en apart te zetten. Daarna zouden alle gevangenen in groepjes van drie of vier aangevoerd zijn, aan elkaar gebonden met een touw om hun nek. Daarop begonnen de beulen de doodstraf uit te voeren. Hiervan werden allen die er jonger dan 20 jaar uitzagen, uitgezonderd. Zij werden krijgsgevangenen.
De edelen samen met hun pages/bedienden werden blootsvoets afgevoerd naar Gallipoli aan de Dardanellen waar ze in de toren aan de haven werden opgesloten, de edelen boven waaronder vier Vlaamse ridders (Nicolaas Uutenhove, Jan van Varssenare, Gilbert van Leeuwerghem en Tristan van Messem) in de toren, hun ongeveer 200 bedienden onder in de toren. Later werden ze naar Bursa, de Aziatische hoofdstad van het Ottomaanse rijk, gebracht waar onder anderen Coucy overleed aan de ontberingen, totdat een aanbetaling op het losgeld aan de Osmaanse staat voldaan was. Jacques de Helly werd naar de Franse koning en naar de hertog van Bourgondië gestuurd om te onderhandelen over losgeld.
Door de nederlaag was de westerse adel geschokt en ontmoedigd dat het een lange tijd niet durfde om opnieuw de Osmaanse staat aan te vallen. De overweldigende overwinning van Sultan Bayezid verzekerde de Osmaanse controle over de Balkan en zijn roem en prestige in de islamitische wereld straalde uit. Om de Osmaanse overwinning aan te kondigen, zond Bayezid enkele van de zwaar geharnaste gevangen ridders naar de Mammelukse sultan in Egypte. 
In Bourgondië en West-Europa bleef de herinnering aan de nederlaag bij Nicopolis lang nazinderen. Er ontstond in Bourgondië een explosie van verhalen en teksten over deze strijd. De nederlaag bij Nicopolis ontwikkelde zich tot een historiografische patroon en literaire mythe over de 'onoverwinnelijke Turk'. Daarentegen werd de Slag bij Nicopolis niet beschouwd als een belangrijke gebeurtenis in de Osmaanse geschiedschrijving. De Osmaanse kronieken besteedden weinig aandacht aan dit evenement.
Hoewel de nederlaag de mythe van de 'onoverwinnelijke Turk' creëerde en de Turken vlak bij de inname van Constantinopel stonden, kon Sultan Bayezid I niet lang van zijn overwinning genieten. Terwijl de sultan bezig was met het beleg van Constantinopel (1394-1402), werd hij in 1400 in het oosten aangevallen door Timoer Lenk. Bayezid moest het beleg afbreken, trok met zijn leger naar het oosten, en werd op 20 juli 1402 in de slag bij Ankara verslagen. Bayezid werd zelf krijgsgevangen gemaakt en stierf een jaar later in gevangenschap. Hoewel de Timoeriden de Ottomaanse staat niet vernietigden, leidde dit tot een interne machtsstrijd in het Ottomaanse Rijk, het Ottomaanse Interregnum, dat tot 1413 zou duren. De veroveringen liepen hierdoor vertraging op, en het zieltogende Oost-Romeinse (Byzantijnse) Rijk kon hierdoor zijn bestaan tot het beleg en val van Constantinopel (1453) rekken.